# Пјетро Фиљоли
Пјетро Фиљоли (итал. Pietro Figlioli; Рио де Жанеиро, 29. мај 1984) је италијански ватерполиста. У прошлој сезони играо је за италијански клуб Про Реко. Са репрезентацијом Италије освојио је Светско првенство у ватерполу 2011. у Шангају.